# Lutlommel
Lutlommel is een gehucht van de Belgische stad Lommel, in de provincie Limburg. Het gehucht telde in 2003 2914 inwoners. Het is een zelfstandige parochie, gewijd aan de Maagd der Armen, zie Maagd der Armenkerk. Tegenwoordig is Lutlommel vooral te beschouwen als een uitgestrekte woonwijk van Lommel, met zeer veel alleenstaande woningen.
Hier zijn vele archeologische vondsten gedaan waaronder een Merovingisch grafveld uit de 7de eeuw. 

## Sport
Voetbalploeg Lutlommel VV werd in 1938 boven het doopvont gehouden. Het sloot op 1 maart van dat jaar aan bij de KBVB. De ploeg werd in het seizoen 2009-2010 kampioen in eerste provinciale van Limburg en speelde daarna één seizoen in vierde klasse C van het Belgische nationale voetbal. In het seizoen 2011-2012 speelde Lutlommel VV opnieuw kampioen in eerste provinciale van Limburg. Dat seizoen speelde ze echter opnieuw kampioen waardoor ze in het seizoen 2012-2013 voor de tweede maal mochten aantreden in het nationale voetbal.

## Verenigingsleven
Lutlommel telt tal van socio-culturele verenigingen, jeugdverenigingen, ...
- KAV Lutlommel
- KSA Lutlommel meisjes
- KWB Lutlommel
- Curieus Lutlommel
- Verenigde Lutlommelaren
- KSA Lutlommel jongens

Vroeger telde Lutlommel ook veel 'wijkverenigingen'. Deze wijken kwamen dan tegen elkaar uit in enkele evenementen zoals de Wijkenkamp, Jeugdwijkenkamp en Wijkenquiz. De meeste van deze wijken zijn niet meer actief.
Vroegere wijken: Rodesch (Rond De Schans), Om 't Slachthuis, Torenhaan, Vijverdijk, Leukendijk, Noll, L.E.S., 't Verloren Boske

## Nabijgelegen kernen
Lommel Centrum, Heide-Heuvel, Barrier, Holheide
Deelgemeente: Lommel

Overige kernen: Balendijk · Barrier · Blauwe Kei · Gelderhorsten · Heeserbergen · Heide-Heuvel · Kattenbos · Kerkhoven · Kolonie · Lutlommel · Stevensvennen · Werkplaatsen

Belgische gemeenten · Arrondissement Maaseik · Limburg · Vlaanderen